# 臺北市立興福國民中學
臺北市立興福國民中學，簡稱興福國中，是臺灣臺北市文山區的一所國民中學，於民國64年（1975年）11月建立。

## 沿革

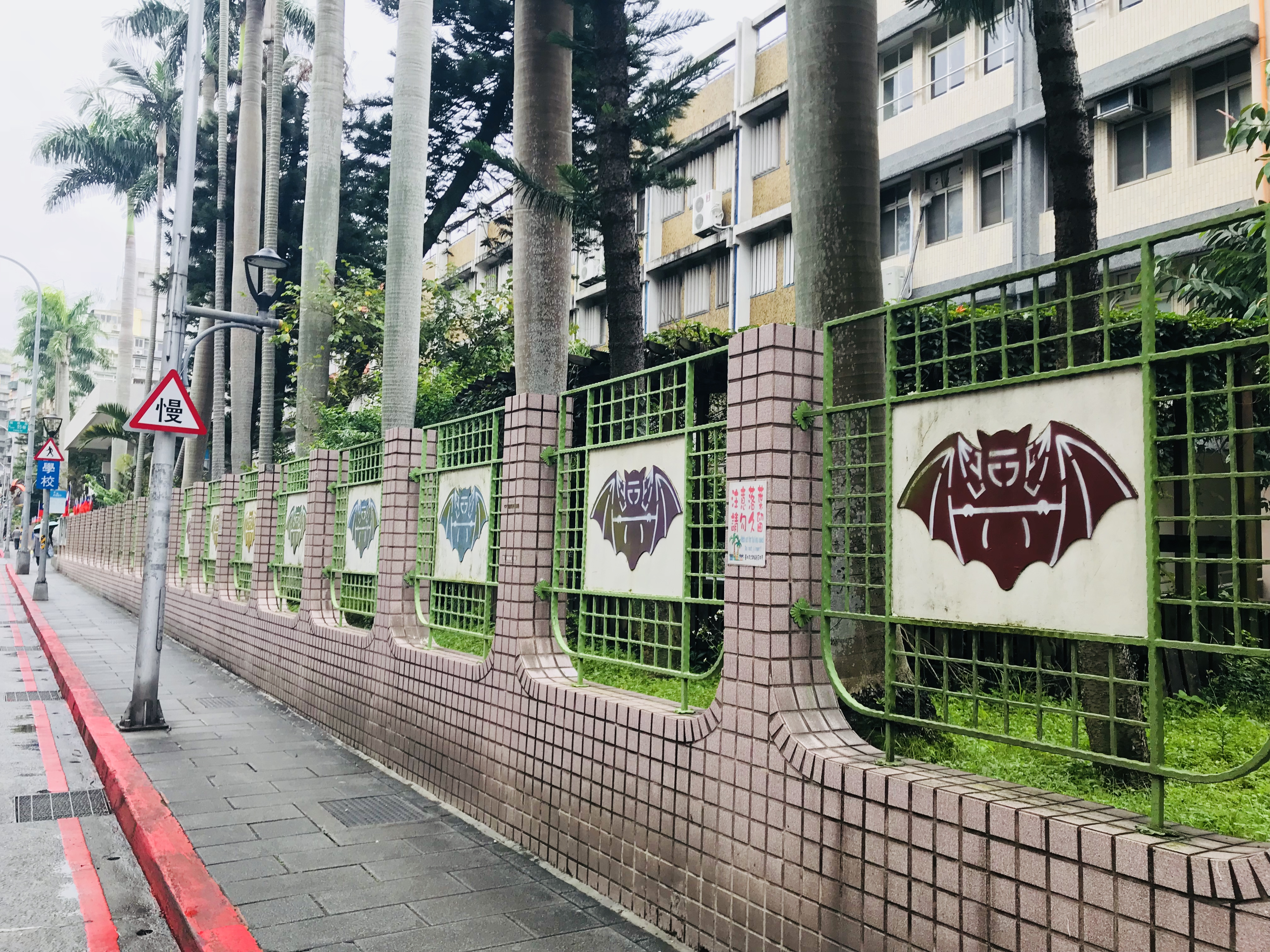
興福國中的外牆，牆上蝙蝠樣的圖案為其校徽

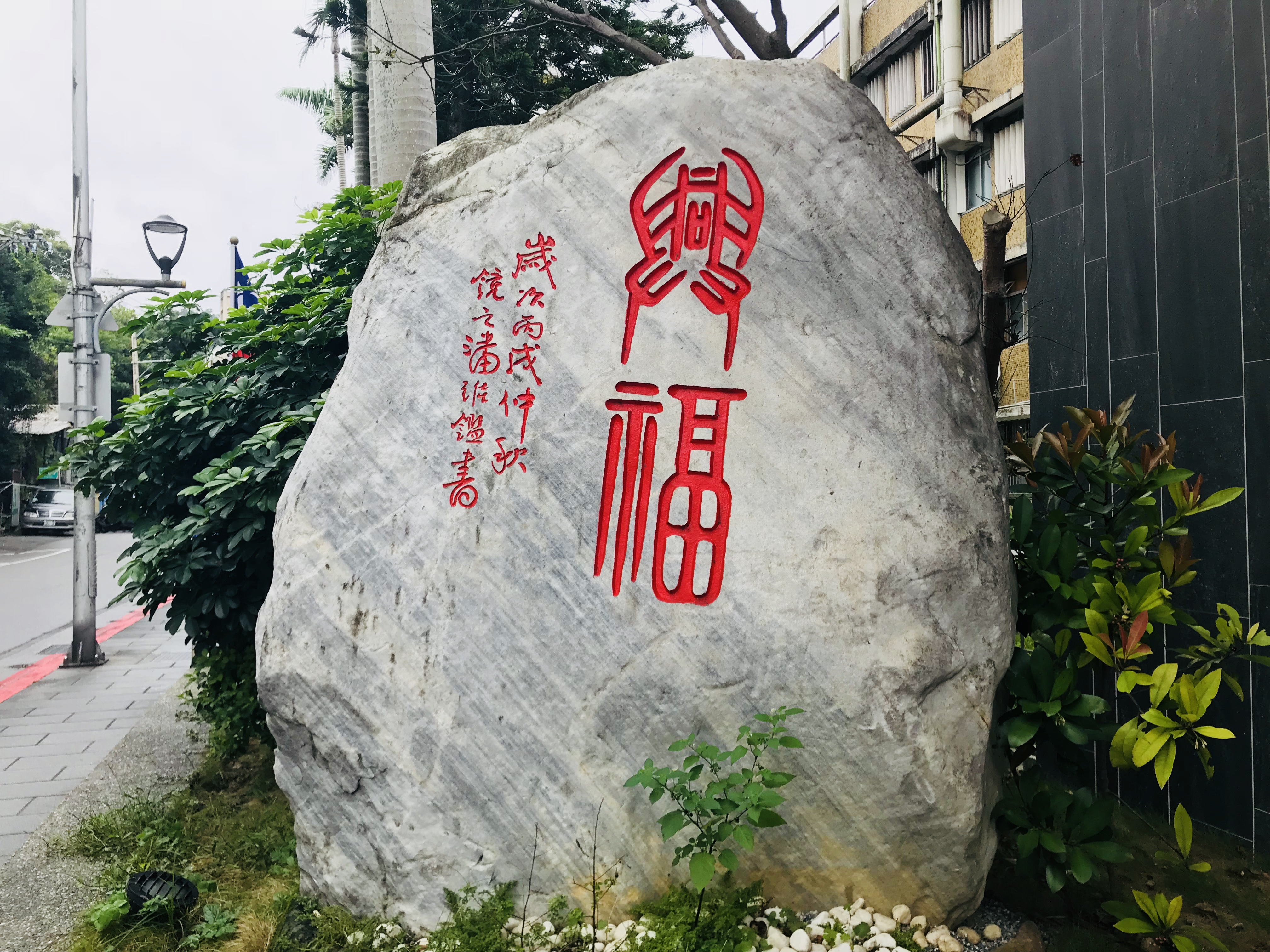
興福國中校門口的石碑，「興福」兩字為首任校長潘維鑑所題

興福國中成立於民國64年（1975年）11月，首任校長為潘維鑑，以蝙蝠的圖案作為校徽。本校得名自當地舊街庄名興福，位於文山區福興路，當地為丘陵環繞的盆地，而有「湖仔內」的古稱。興福國中的學區包括文山區興邦里、興業里、興旺里、興泰里與興安里部分地區，另有許多學區與其他數所國中共用，與景興國中共同的學區包括興豐里、興福里部分地區與興安里部分地區，與民族國中共同的學區包括萬年與萬盛里部分地區，與木柵國中和萬芳國中共用的學區包括萬芳里、萬美里部分地區與博嘉里部分地區。
興福國中的學生數近年來因少子化而逐年下降，且學區內成績較好、社經背景較佳的小學畢業生經常遷戶口至周邊其他國中就讀。2014年全校僅有九個班共兩百餘名學生，班級數與十年前相比僅剩一半，而一度有廢校之虞，不過臺北市教育局已否認此傳言。因應學生人數的減少，校方與家長希望本校可漸轉型為體育特色中學。2019年，興福國中的學生人數下降至158人，其中有近50人為青少棒球隊隊員。

## 青少棒球隊
2011年8月，興福國中成立了青少棒球隊，為臺北市第五支、也是文山區的第一支青少棒隊，由曾任中信鯨教練的吳世賢擔任球隊教練，使用道南河濱公園的萬壽壘球場為練習場地。成立當年（2011年），興福青少棒隊即獲台北市學生棒球聯賽青少棒甲組第四名，隔年則獲得該比賽的亞軍。該球隊也曾在國內外的多項賽事中獲得佳績。
興福國中青少棒隊有許多隊員來自外縣市，也有多名隊員家庭為低收入戶或原住民，因家境困難而住宿於校內體育館旁的休息室中，2015年，臺北市教育局以其違反建築法規，發文禁止校方繼續讓學生宿於休息室中。
興福國中青少棒隊的許多隊員為同屬文山區的明道國小少棒隊隊友，在興福青少棒隊成立以前，必須跨區就讀臺北市有青少棒隊的國中。另外由於臺北市南區內沒有甲組的高中棒球隊，興福青少棒隊隊員畢業後又需跨區就讀高中才可繼續打棒球，球隊與地方人士也希望臺北市立大學（臺北市立體育學院與臺北市立教育大學合併而成）在該區設立體育特色的附屬高中，讓隊員得以留在當地繼續打棒球。

## 周邊設施
- 興德國小
- 興隆國小
- 景美福興宮
- 福興隧道

## 外部連結
- 臺北市立興福國民中學 （页面存档备份，存于）
- 台灣棒球維基館：臺北市興福國中青少棒隊 （页面存档备份，存于）